# Galton Laboratory
Le laboratoire Galton est un laboratoire de recherche sur l'eugénisme puis sur la génétique humaine basé à l'University College de Londres, en Angleterre. Il est créé en 1904 et est rattaché au département de biologie de l'UCL en 1996. Il cesse ses activités en 2000.

## Histoire
L'Eugenics Record Office est fondé par Francis Galton en 1904. En 1907, il est renommé Galton Eugenics Laboratory dans le cadre de l'UCL et est dirigé par Karl Pearson, professeur de mathématiques appliquées. Galton a doté le laboratoire, ce qui permet de créer une chaire de National Eugenics dont Pearson devient le titulaire. En 1925, Pearson crée les Annals of Eugenics, qui ont pris le titre d'Annals of Human Genetics. R.A. Fisher prend la succession de Pearson en 1934, suivi de Lionel Penrose jusqu'en 1965, Harry Harris jusqu'en 1976 et Bette Robson jusqu'en 1994. John Burdon Sanderson Haldane occupe la chaire de biométrie, remplacé par le généticien Cedric Smith. Le laboratoire Galton est rattaché au département de biologie de l'UCL en 1996. Il ferme définitivement en 2000.

## Professeurs Galton d'eugénisme et génétique
Initialement établi comme la Chaire Galton en eugénisme national, le poste a été renommé pour devenir la chaire Galton de génétique humaine.
- Karl Pearson, 1911-1933
- Ronald Fisher, 1933-1943
- Lionel Penrose, 1945-1965[3]
- Harry Harris, 1965-1976
- Bette Robson 1976-1994 (nécrologie )

## Personnalités liées au laboratoire
- Julia Bell, médecin et généticienne